# Trucksystem
Trucksystem (von englisch to truck ‚eintauschen‘) bezeichnet die in der Zeit des Manchester-Liberalismus aufgekommene Entlohnung von Arbeitnehmern durch Waren, die beispielsweise Lebens- und Genussmittel sein können, insbesondere die Praxis, als Arbeitgeber seine Arbeitnehmer mit Waren aus der eigenen Produktion zu entlohnen oder in Form von Gutscheinen.

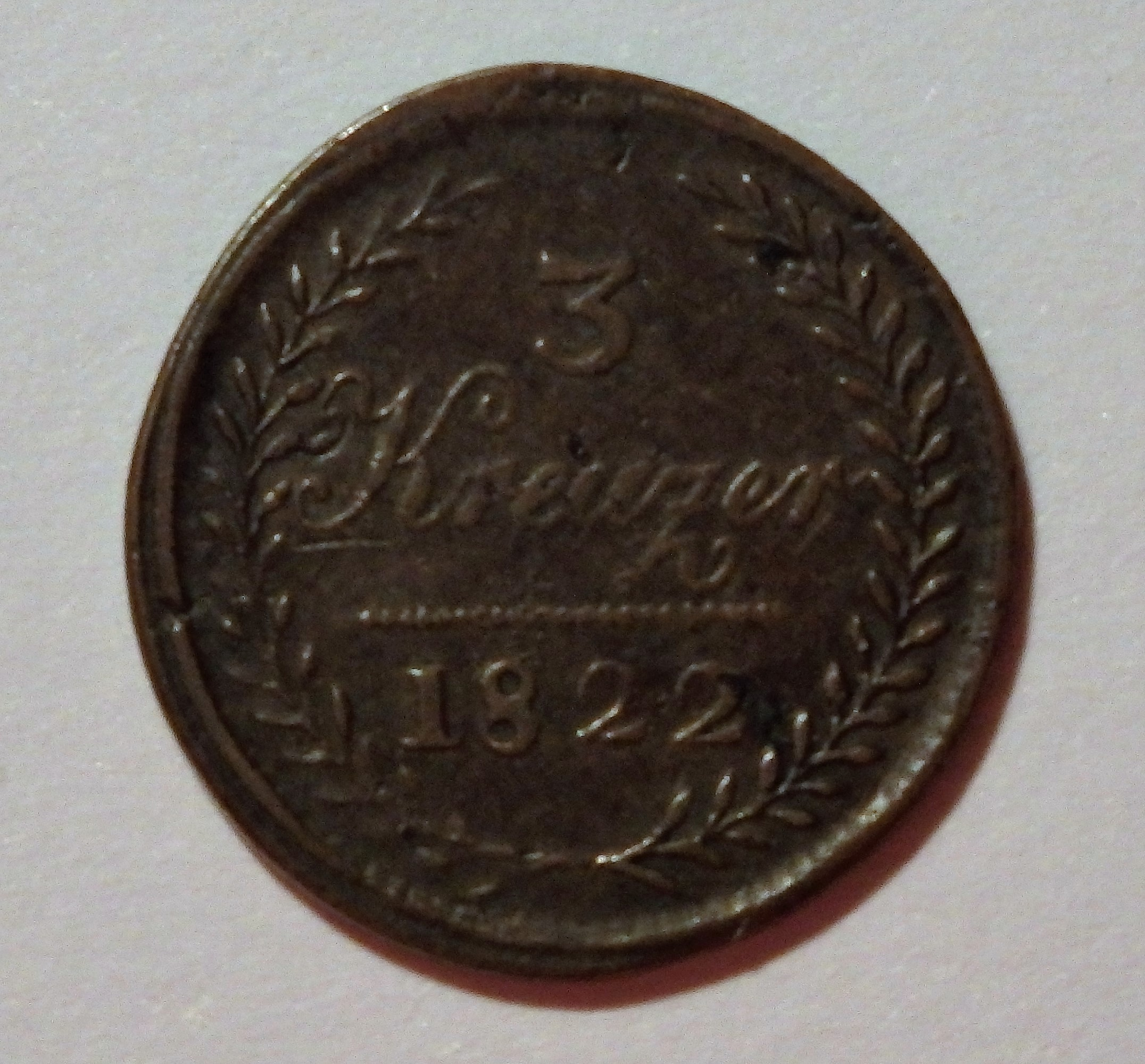
Veilsdorfer Kupfermarke im Wert von 3 Kreuzern, Jahr 1822

In der frühindustriellen Zeit war das Trucksystem weit verbreitet. Es wurde von Arbeitgebern häufig dazu genutzt, den Lohn in Form von minderwertigen und zu überhöhten Preisen bewerteten Waren auszuzahlen. Ein Beispiel sind die Veilsdorfer Kupfermarken, die im Jahr 1822 vom Porzellanwerk Kloster Veilsdorf in Sachsen-Hildburghausen als Fabrikgeld herausgegeben wurden.
Dagegen richten sich Regelungen in der Gesetzgebung verschiedener Staaten. Der Arbeitgeber soll seine Arbeitnehmer mit Geld bezahlen, also mit einem fungiblen Zahlungsmittel ausstatten. Das Truckverbot soll auch verhindern, dass den Arbeitnehmern das Absatzrisiko für die Waren aufgebürdet wird.
In vielen Staaten, wie beispielsweise Österreich und Deutschland, ist es aber zulässig, dass ein Teil der Arbeitsvergütung als Sachbezug gewährt wird. Dieser Deputatlohn oder Rabatte auf Produkte des Arbeitgebers muss zwischen den Arbeitsvertragsparteien vereinbart sein und im Interesse des Arbeitnehmers liegen.

## Internationale Truckverbote
In Großbritannien wurden in den Jahren 1831, 1887 und 1896 Truck Acts erlassen, die das Trucksystem einschränkten oder verboten.
In Preußen wurde das Trucksystem 1849 verboten. In Deutschland wurden in den 1860er Jahren Fabrikinspektionen eingerichtet, auch um die bestehenden Verbote durchzusetzen. Gemäß § 107 Gewerbeordnung ist es unzulässig, dass ein Arbeitgeber seinen Arbeitnehmern Waren gegen Ratenzahlung verkauft und die Raten dann vom Arbeitsentgelt abzieht.
Das Truckverbot gilt auch im schweizerischen Arbeitsrecht nach Art. 323b Abs. 3 OR.
In der Österreichisch-Ungarischen Monarchie wurde das Trucksystem 1885 mit der Novellierung (§78, a–e) der Gewerbeordnung von 1859 ungesetzlich. Auf die Ausbeutung der Arbeiter mittels Trucksystem in den Lehmgruben und Produktionsbetrieben im Süden Wiens zur Zeit des Ringstraßenbaus machte insbesondere der Arzt und Mitbegründer der österreichischen Sozialdemokratie Victor Adler in seinen sozialkritischen Reportagen aufmerksam. Diese investigativen Reportagen machten das Trucksystem erstmals einer größeren Öffentlichkeit bekannt und führten zur zögerlichen Durchsetzung der Gesetzeslage.
In Deutschland findet sich das Truckverbot in § 107 GewO.